# Гексацианоферрат(II) калия
Гексацианоферра́т(II) ка́лия (железистосинеро́дистый ка́лий, ферроциани́д ка́лия, гексацианоферроа́т ка́лия, жёлтая кровяная соль) — неорганическое соединение из группы гексацианоферратов, комплексная соль состава {\displaystyle {\ce {K4[Fe(CN)6]}}}, содержащая в анионе двухвалентное железо, выделяющаяся из водного раствора в виде кристаллогидрата {\displaystyle {\ce {K4[Fe(CN)6]*3H2O}}}.

## История открытия
В 1752 году Макер обнаружил, что при кипячении берлинской лазури с раствором щёлочи (едкого калия) синий цвет её исчезает, а в раствор переходит желтое вещество. Исследования Бертолле (1787), Гей-Люссака и Берцелиуса (1819) показали, что вещество это содержит калий, железо (II) и остаток синильной кислоты; сначала его принимали за двойную соль. Впоследствии, усилиями Гмелина, Гей-Люссака и Либиха выяснилось, что это калиевая соль железистосинеродистой кислоты.

## Названия
Помимо «жёлтой кровяной соли», в ЭСБЕ отмечены также следующие тривиальные названия:
- жёлтое синь-кали,
- жёлтая соль,
- кровещелочная соль.

Название «жёлтая кровяная соль» появилось из-за того, что раньше её получали прокаливанием отходов боен (содержащих кровь) с поташом и железными опилками. Это, а также жёлтый цвет кристаллов, в отличие от красной кровяной соли, обусловили название соединения.

## Получение
В настоящее время в промышленности получают из отработанной массы после очистки газов на газовых заводах (содержит цианистые соединения); эту массу обрабатывают суспензией Ca(OH)2; фильтрат, содержащий Ca2[Fe(CN)6], перерабатывают путём последовательного добавления сначала KCl, а затем K2CO3.
Он также может быть получен путём взаимодействия суспензии FeS с водным раствором KCN. Реакцию можно представить следующей схемой:
1. цианид калия переводит {\displaystyle {\ce {Fe^2+}}} в белый осадок гексацианоферрата(II) железа(II):
{\displaystyle {\ce {3Fe^2+ + 6CN- -> Fe2[Fe(CN)6]v}}}
(а не в цианид железа(II), как считалось ранее, что вытекает из взаимодействия этого осадка со щёлочью: {\displaystyle {\ce {Fe2[Fe(CN)6] + 4KOH -> 2Fe(OH)2v + K4[Fe(CN)6]}}}).
2. затем осадок растворяется в избытке KCN с образованием «жёлтой кровяной соли»:
{\displaystyle {\ce {Fe2[Fe(CN)6] + 4KCN -> K4[Fe(CN)6] + 2Fe(CN)2}}}

## Физические и химические свойства
Светло-жёлтые кристаллы с тетрагональной (существуют также ромбическая и моноклинная модификации) решёткой, существующие в виде тригидрата {\displaystyle {\ce {K4[Fe(CN)6].3H2O}}}. Плотность 1,853 г/см³ при +17 °C. Плотность безводной соли составляет 1,935 г/см³.
Растворимость в воде 35,8 г/100 г при +25 °C, она уменьшается в присутствии аммиака или других солей калия. В абсолютном спирте нерастворим, но растворяется в смесях спирта с водой. Мало растворим в метаноле (0,024 моль/л), практически не растворяется в эфире, пиридине, анилине, этилацетате, жидких хлоре и аммиаке.
Гексацианоферрат(II) калия диамагнитен, при низких температурах является сегнетоэлектриком.
В реакции с концентрированной соляной кислотой выделяется белый осадок железистосинеродистой кислоты ({\displaystyle {\ce {H4[Fe(CN)6]}}}). С концентрированной серной кислотой реагирует по уравнению:
{\displaystyle {\ce {K4[Fe(CN)6] + 6H2SO4 + 6H2O ->[t] 2K2SO4 + FeSO4 + 3(NH4)2SO4 + 6CO}}}.
Этим способом можно пользоваться в лаборатории для получения монооксида углерода.
В реакции в кислой среде вообще, образуется химическое равновесие с образованием железистосинеродистой кислоты:
{\displaystyle {\ce {K4[Fe(CN)6] + 4H^+ <=> H4[Fe(CN)6] + 4K^+}}}
При нагревании этой смеси, она разлагается с образованием циановодорода, что можно использовать для его получения в лабораторных условиях.
С солями металлов в степени окисления +2 и +3, образует малорастворимые соединения гексацианоферратов(II) .
{\displaystyle {\ce {K4[Fe(CN)6] + 2CuSO4 -> Cu2[Fe(CN)6] + 2K2SO4}}}
В водных растворах окисляется хлором и другими окислителями, такими, как пероксид водорода до гексацианоферрата(III) калия:
{\displaystyle {\ce {2K4[Fe(CN)6] + H2O2 + 2HCl -> 2K3[Fe(CN)6] + 2KCl + 2H2O}}}
С азотной кислотой и нитритами в кислой или нейтральной среде может образовывать пентацианонитрозоферраты(II) (также известны как нитропруссиды). Например, нитропруссид калия:
{\displaystyle {\ce {2K4[Fe(CN)6] + 4KNO2 + 4H2SO4 -> 2K2[Fe(NO^+)(CN)5] + NO ^ + C2N2 ^ + 4K2SO4 + 4H2O}}}
Анион {\displaystyle {\ce {[Fe(CN)6]^4-}}} очень прочен (его константа нестойкости, по разным данным, от 4⋅10-36 до 1⋅10-35), не разлагается ни щелочами, ни кислотами, устойчив по отношению к воздуху; поэтому  с «традиционными» реагентами растворы гексацианоферратов(II) не дают реакций ни на {\displaystyle {\ce {Fe^2+}}}, ни на {\displaystyle {\ce {CN-}}}. Однако диссоциативно разрушить этот комплекс и обнаружить в нём наличие двухвалентного железа, всё-таки, удаётся, одновременно связав и железо, и цианид в отдельные прочные комплексы; например, обработав раствор гексацианоферрата(II) смесью α,α'-дипиридила и хлорида ртути. При этом появляется красное окрашивание вследствие образования комплекса {\displaystyle {\ce {Fe^2+}}} с α,α'-дипиридилом при одновременном связывании цианида в виде {\displaystyle {\ce {Hg(CN)2}}}.

## Пиролиз
Выше +120 °C (по другим данным, выше +87,3 °C) превращается в безводную соль. Выше 650 °C (по другим данным, выше 400 °C) разлагается. При разложении при атмосферном давлении возможно выделение различных продуктов. Уравнение реакции можно записать следующим образом:
{\displaystyle {\ce {K4[Fe(CN)6] ->[t] 4KCN + [FeC2] + N2}}}
Карбид железа, указанный в квадратных скобках на самом деле не образуется. Вместо него образуется реакционноспособный остаток, состоящий из графита, α-железа, и цементита Fe3C в стехиометрических пропорциях, записанных для данной формулы.
В случае разложения в вакууме, продукты разложения могут быть иными. При умеренных температурах в вакууме был обнаружен гексацианоферрат(II) железа(II)-калия:
{\displaystyle {\ce {2K4Fe(CN)6 -> K2Fe[Fe(CN)6] + 6 KCN}}}
Который, однако, при повышении температуры до красного каления разлагается до железа, цианида калия и циана:
{\displaystyle {\ce {K2Fe[Fe(CN)6] -> 2Fe + 2KCN + 2(CN)2}}}
Помимо этого, сам цианид калия разлагается до калия, углерода и азота при температурах от 600 °C до 900 °C. Реакция протекает с удовлетворительной скоростью только при давлении менее 1 мм ртутного столба

## Токсичность
Нейтральное вещество, поскольку анион (см. выше) не разлагается в воде и внутри человеческого организма. Полулетальная доза (LD50) для крыс при приёме перорально составляет 6400 мг/кг.

## Применение
Применяют при изготовлении пигментов, крашении шёлка, в производстве цианистых соединений, ферритов, цветной бумаги, как компонент ингибирующих покрытий и при цианировании стали, для выделения и утилизации радиоактивного цезия.
В пищевой промышленности ферроцианид калия зарегистрирован в качестве пищевой добавки E536, препятствующей слёживанию и комкованию. Применяется как добавка к поваренной соли. В Российской Федерации широко применяют при производстве продуктов питания — соли, творожных продуктов, в виноделии и прочем.
Гексацианоферрат(II) калия применяется в аналитической химии как реактив для обнаружения некоторых катионов:
1. {\displaystyle {\ce {Fe^3+}}}: образуется малорастворимый синий осадок «берлинской лазури»:
{\displaystyle {\ce {Fe^{III}Cl3 + K4[Fe^{II}(CN)6] -> KFe^{III}[Fe^{II}(CN)6] + 3KCl}}},
или, в ионной форме
{\displaystyle {\ce {Fe^3+ + [Fe(CN)6]^4- -> Fe[Fe(CN)6]-}}}
Получающийся гексацианоферрат(II) калия-железа(III) слабо растворим (с образованием коллоидного раствора), поэтому носит название «растворимая берлинская лазурь».
2. {\displaystyle {\ce {Zn^2+}}}: образуется белый осадок гексацианоферрата(II) цинка-калия:
{\displaystyle {\ce {3ZnCl2 + 2K4[Fe^{II}(CN)6] -> K2Zn3[Fe(CN)6]2v + 6KCl}}},
или, в ионной форме
{\displaystyle {\ce {3Zn^2+ + 2K+ + 2[Fe(CN)6]^4- -> K2Zn3[Fe(CN)6]2v}}}
3. {\displaystyle {\ce {Cu^2+}}}: из нейтральных или слабокислых растворов выпадает красно-бурый осадок гексацианоферрата(II) меди(II):
{\displaystyle {\ce {2CuCl2 + K4[Fe^{II}(CN)6] -> Cu2[Fe(CN)6]v + 4KCl}}},
или, в ионной форме
{\displaystyle {\ce {2Cu^2+ + [Fe(CN)6]^4- -> Cu2[Fe(CN)6]v}}}

## Мнемоническое правило
Для того, чтобы запомнить формулу жёлтой кровяной соли {\displaystyle {\ce {K4[Fe(CN)6]}}} и не спутать её с красной кровяной солью {\displaystyle {\ce {K3[Fe(CN)6],}}} существуют мнемонические правила:
- Число атомов калия соответствует числу букв в английских названиях солей: «gold» — 4 буквы, то есть 4 атома калия — жёлтая кровяная соль {\displaystyle {\ce {K4[Fe(CN)6]}}}. «Red» — 3 буквы, то есть 3 атома калия — красная кровяная соль — {\displaystyle {\ce {K3[Fe(CN)6]}}}.